# 営業写真館
営業写真館（えいぎょうしゃしんかん）とは、一般顧客からの依頼による写真撮影を主とする店、または職業。カメラ店（カメラなど撮影機器・写真アルバムや三脚など周辺用品の販売を主とする店）や、DPE店（写真フィルムの現像と焼付け・引き伸ばしを主とする店）とは異なる。以下、特に断りが無い場合は、日本での例について述べる。

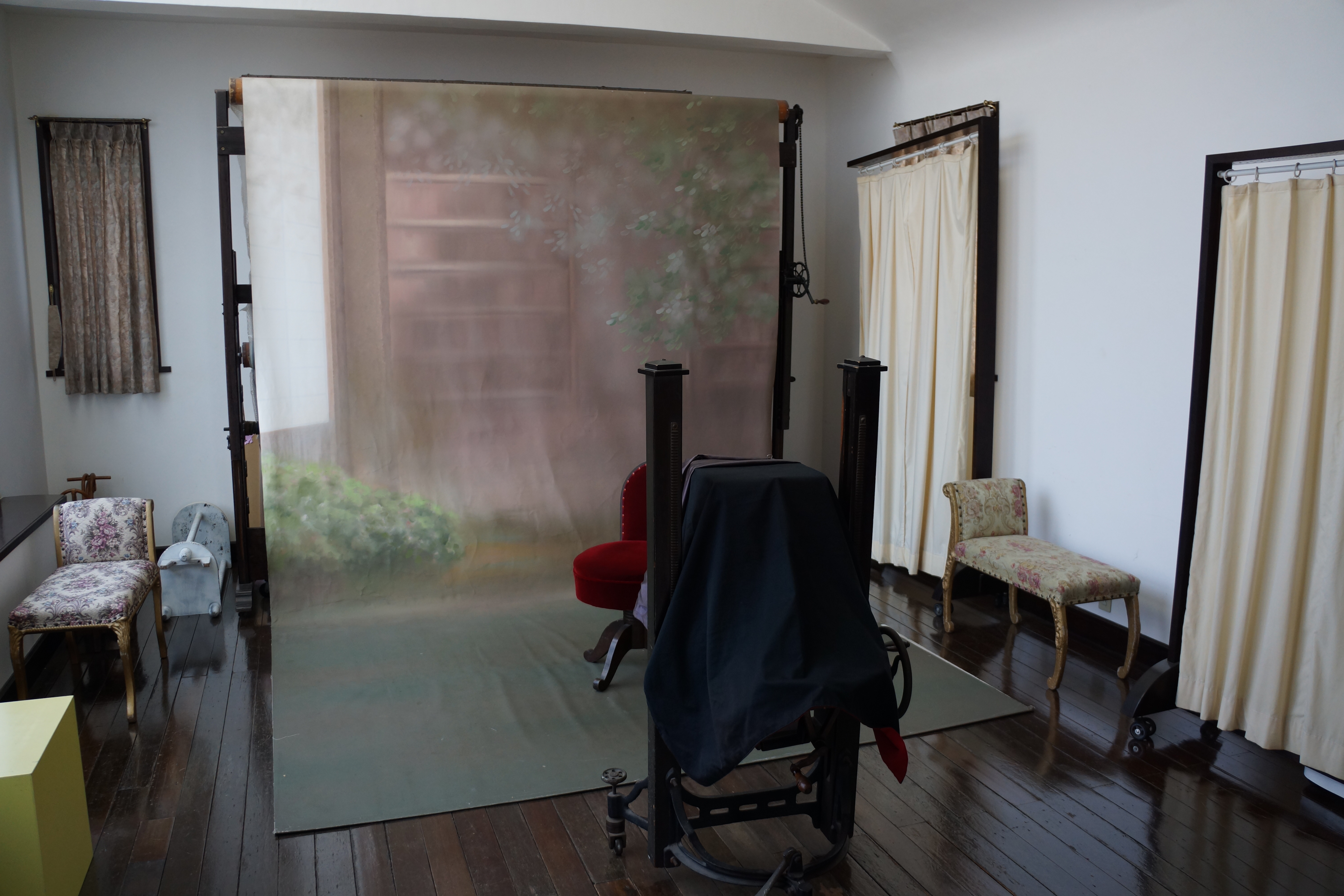
江戸東京たてもの園に移築保存されている「常盤台写真場」

## 概要
主な業務内容は、
- 個人の成人式や、見合いの為のポートレート撮影
- 学校の卒業記念写真の撮影とアルバム制作
- 企業や自治体の行事に於ける集合記念写真の撮影
- 結婚式の集合写真や披露宴のスナップ写真の撮影
- 葬儀において祭壇に掲げる遺影の製作
- 就職活動の際の履歴書や学校の受験票に用いる証明写真の撮影

などである。スナップ写真以外の撮影は修整、スポッティングなどの加工や台紙に貼り付けるなどの作業を伴う。カメラ店やDPE店とならび、写真フィルムや乾電池などの写真撮影に用いる消耗品の販売やDPEなどの業務も行う。
20世紀後半以降は、カメラが低価格化・小型化・高性能化・自動露出／オートフォーカス化され、写真撮影には特別な機材や技能も必要ではなくなり、また七五三や成人式を特に祝う例も少なくなってきたため、古典的な営業写真館の経営は苦しくなる傾向にある。とはいえ、結婚式や卒業アルバムの撮影を身内だけの『素人撮影』だけで済ませる例は日本では少数派であり、結婚式場や学校を何件か固定客として持つ事で継続的な経営は困難ではない。また近年では、子供の撮影を専門として営業的に成功したスタジオアリスのようなチェーン店も出現している（子供向け専門写真館とする事で、撮影用の小物や衣装を多数揃えることも比較的容易となる）。

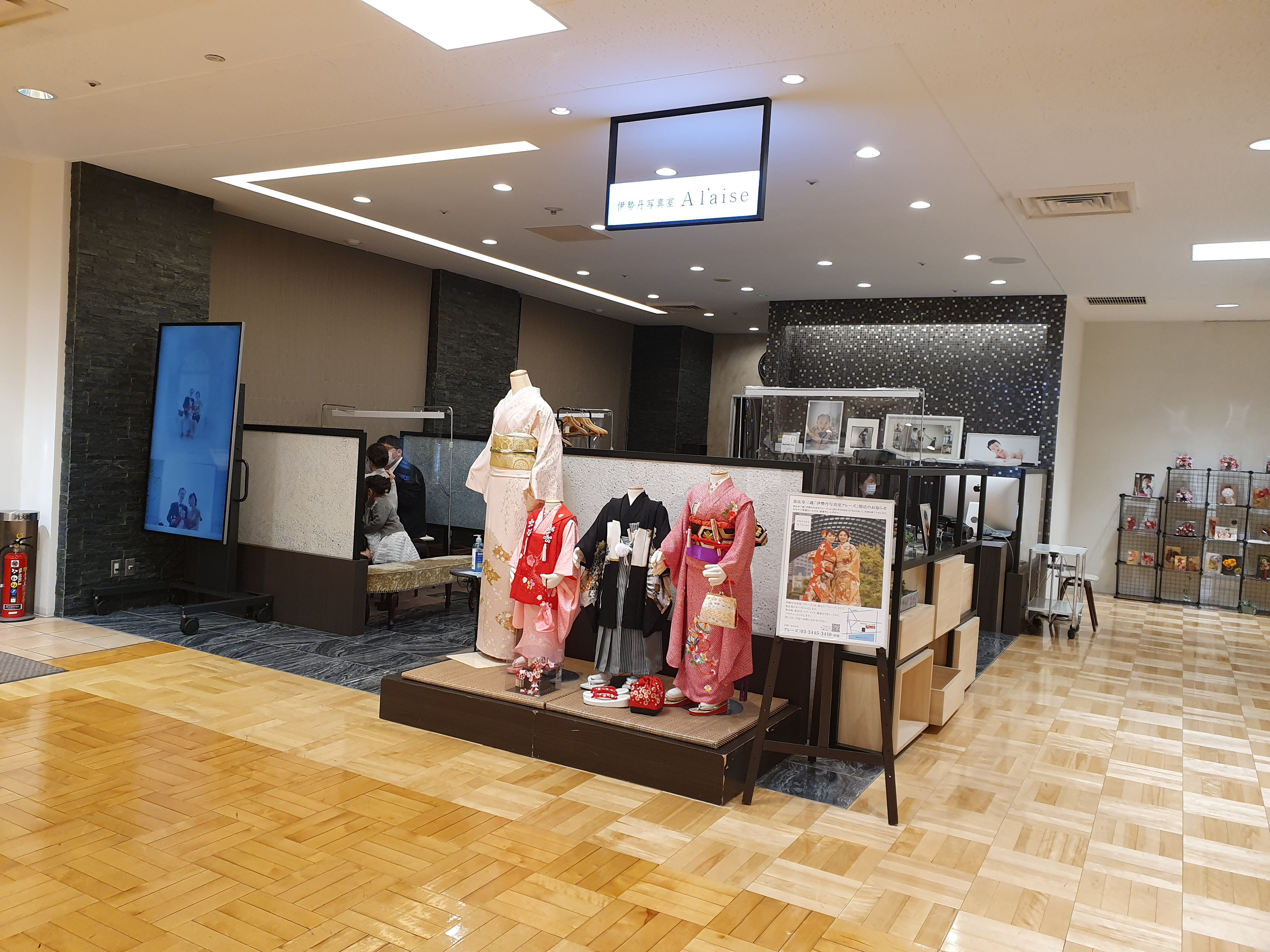
恵比寿ガーデンプレイスのテナントから撤退した恵比寿三越の七五三を専門している写真スタジオ

撮影業務に用いるカメラは、中判カメラを中心とする写真館が多い。近年では機能や撮影品質の向上に伴い、撮影後の映り具合の確認が容易なデジタルカメラやビデオカメラを撮影機材の中心とする店もある。フィルムの撮影面積が増えれば情報量が増え細部も再現できるとはいえ、機材の取り回しの関係から大判カメラを使用する写真館は減少しており、あっても使用頻度は少なくなってきている。子供写真館チェーンでは、パートタイマーを撮影スタッフとして雇用する事で省コスト化を実現するなどしている。

## 写真館の歴史
日本国内で最初の営業写真館は、幕末の長崎で上野彦馬が開業した「上野撮影局」とされる。写真が一般に広まろうとしていた明治初期の頃、カメラは木製暗箱と呼ばれる大きなサイズのもので、固定する為の三脚は必須であった。感光材料は当初は写真湿板であり、間もなく写真乾板が主流となった。これらは感光剤を塗布するベースがガラスであるために割れ易く、扱いには注意を有する。自店のスタジオや近隣で撮影した後は、密封したうえですみやかに現像を行なう必要がある。
つまり、職業として写真を撮る者は「自店に撮影スタジオを用意し、写真の撮影から現像・プリントまで一式を行う」ことが必須であり、これが昭和を通じての営業写真館の主流となった。乾板を使った撮影方法は、大判のシートフィルムが普及する1950年代まで続いた。
2010年の「日本写真館協会」会員数は約4300軒、独立経営のものなどを含めれば、日本国内にはおよそ2万軒あると推測された。